# Enlace de telecomunicación

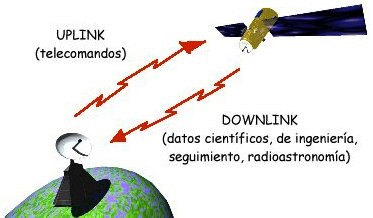
Esquema de telecomunicación.

Un enlace de telecomunicación es uno de los caminos para transmitir información entre satélites de comunicación y dos puntos de la Tierra.

## Tipos de enlace
Se definen dos tipos de enlace de telecomunicación:
- Uplink (enlace o conexión de subida) es el término utilizado en un enlace de comunicación para la transmisión de señales de radio (RF) desde una estación o terminal ubicado en la Tierra a una plataforma en suspensión o movimiento ubicada en el espacio, como por ejemplo un satélite, una sonda espacial o una nave espacial. Un uplink es el inverso de un downlink.
- Downlink (enlace o conexión de bajada) es el término utilizado para representar el enlace entre un satélite y la Tierra.

## En el espacio
La comunicación entre una sonda espacial y la recepción en tierra es puramente digital; es decir, solo se transmiten símbolos binarios ("1" y "0"). El tipo de modulación utilizada es la modulación en fase. Todas las comunicaciones que se realicen entre la sonda espacial y la estación de seguimiento ubicada en la Tierra se pueden dividir en dos grupos, el uplink y el downlink.
El uplink es utilizado en la estación ubicada en la Tierra para enviar órdenes al ordenador central de la sonda (telecomando).
El downlink puede ser utilizado para el envío de datos (telemetría). Estos datos enviados por downlink son los obtenidos por los equipos científicos de la sonda (por ejemplo, los recogidos con cámaras de vídeo), o los datos sobre el estado de la misma obtenidos a partir de sensores estratégicamente ubicados, o incluso para el seguimiento de la propia sonda (tracking). Además, el downlink es utilizado para realizar estudios de radioastronomía.
Las comunicaciones donde solo existe downlink son conocidas como simplex. Por otro lado, si existe comunicación uplink y downlink funcionando al mismo tiempo se denominan dúplex.